# C5H11NO3
化学式C5H11NO3（摩尔质量：133.15 g/mol）可以指：
- 硝酸正戊酯，CAS号：1002-16-0
- 2-氨基-5-羟基戊酸（英语：Hydroxyaminovaleric acid）（HAVA），CAS号：533-88-0
- 硝酸异戊酯，CAS号：543-87-3
- 3-硝基-2-戊醇，CAS号：5447-99-4

|  | 这个同类索引页列出了具有相同分子式的化学物（即同分異構體）条目。 除非您是有意链接至本页，否则应将相应条目的内部链接指向正确的条目。 |